# Warped Tour 2011 Tour Compilation
Warped Tour 2011 Tour Compilation è la quattordicesima compilation del Warped Tour. L'album mostra varie novità stilistiche rispetto ai precedenti, come la presenza di elementi hip hop, dance e metal.
La copertina del disco mostra i Paramore durante il Warped Tour del 2007.

## Tracce
CD 1
1. For a Pessimist, I'm Pretty Optimistic - 3:36 (Paramore)
2. All Signs Point to Lauderdale - 3:06 (A Day to Remember)
3. Certain - 2:52 (Set Your Goals)
4. Anatomy - 3:42 (The Devil Wears Prada)
5. Closure - 3:58 (Asking Alexandria)
6. A for Andrew - 3:21 (Attack Attack!)
7. Modern American Gypsy - 2:31 (Big D and the Kids Table)
8. Bright Eyes - 3:16 (Vonnegutt)
9. Where Two Bodies Lie - 3:37 (Moving Mountains)
10. Don't Let Me Cave In - 3:21 (The Wonder Years)
11. Can't Catch Me - 3:11 (Neo Geo)
12. Finding Something to Do - 2:54 (Hellogoodbye)
13. Wobble - 3:42 (Family Force 5)
14. Take One Last Breath - 3:37 (Abandon All Ships)
15. Purified - 3:35 (Of Mice & Men)
16. Pull Your Own Weight - 2:45 (Veara)
17. Good Things - 3:07 (The Dangerous Summer)
18. Tell Me I'm a Wreck - 3:37 (Every Avenue)
19. Too Little Too Late - 3:06 (A Skylit Drive)
20. Sound of My Voice - 3:27 (Big Chocolate feat. Weerd Science)
21. Sasha Don't Sleep - 3:24 (The Dance Party)
22. Punk Rock and Roll - 2:33 (Street Dogs)
23. Riverside - 2:54 (Blacklist Royals)
24. Whispers in a Shot Glass - 1:39 (Elway)
25. Worn Out Passport - 2:05 (The Copyrights)

CD 2
1. Because of the Shame - 4:11 (Against Me!)
2. I Don't Wanna Be the One - 3:07 (Lucero)
3. Meddler - 3:50 (August Burns Red)
4. Pounce Bounce - 2:25 (Dance Gavin Dance)
5. Blood Drunk - 3:33 (Larry and His Flask)
6. Our New Intelligence - 3:50 (River City Extension)
7. Samba Around the Clock - 2:37 (Brothers of Brazil)
8. You're Trying to Kill Me - 2:45 (Lionize)
9. Complicated Girl - 2:00 (The Agrrolites)
10. The System - 2:42 (The Black Pacific)
11. It All Relates - 3:07 (Sharks)
12. Deep Sleep - 2:35 (The Menzingers)
13. Any Other Heart - 3:48 (Go Radio)
14. The Joyride - 4:03 (There for Tomorrow)
15. Notes from the Dead Zone - 2:59 (Places and Numbers)
16. Bloody Poetry - 3:20 (Grieves)
17. It Comes Naturally - 3:10 (I Set My Friends on Fire)
18. [&] Delinquents - 2:55 (Woe, Is Me)
19. Relentless Chaos - 3:22 (Miss May I)
20. Creatures - 3:33 (Motionless in White)
21. 2012 - 3:00 (The Word Alive feat. Levi Benton)
22. Autograph - 2:53 (Sick Of Sarah)
23. Hypnotize - 2:58 (The Darlings)
24. To Your Demise - 3:21 (The Exposed)
25. No Reservations - 3:21 (Continental)

## Classifiche
| Classifica (2011)         | Posizione massima |
| ------------------------- | ----------------- |
| Stati Uniti               | 61                |
| Stati Uniti (independent) | 7                 |
| Stati Uniti (alternative) | 9                 |
| Stati Uniti (hard rock)   | 5                 |
| Stati Uniti (rock)        | 13                |